# NGC 134
NGC 134 là một thiên hà xoắn ốc có thanh giống như Dải Ngân hà với các nhánh xoắn ốc của nó được quấn lỏng lẻo xung quanh một vùng trung tâm sáng hình thanh. Nó được phân loại là kiểu Hubble Sbc do các nhánh xoắn ốc liên kết lỏng lẻo. Thiên hà này cách Trái đất khoảng 60 triệu năm ánh sáng, và là một phần của chòm sao Ngọc Phu.
Từ hình ảnh trực quan có thể thấy được, đặc điểm nổi bật của NGC 134 là đĩa bị cong vênh, tức là khi nhìn nghiêng nó không phẳng, và có một vệt khí thoát ra từ mép trên của đĩa. Những đặc điểm này gộp lại cho thấy nó đã tương tác với một thiên hà khác, nhưng điều này vẫn chưa được chứng minh. Thiên hà này có vô số vùng hydro bị ion hóa dọc theo các nhánh xoắn ốc của nó, nơi các ngôi sao đang hình thành. Những vùng này xuất hiện màu đỏ trong hình. Nó cũng có nhiều làn bụi tối che khuất ánh sao.
NGC 134 thường được cho rằng đã được phát hiện bởi Sir John Herschel tại Mũi Hảo Vọng, nhưng ông lưu ý rằng nó có thể là vật thể thứ 590 được James Dunlop công bố trong ấn phẩm năm 1828, sáu năm trước khi Herschel quan sát. O'Meara đã gợi ý NGC 134 có thể được đặt tên là Thiên hà Mực khổng lồ.
Siêu tân tinh 2009gj trong NGC 134 đã được phát hiện vào năm 2009 bởi nhà thiên văn nghiệp dư Stuart Parker ở New Zealand.